# Naso tuberosus
Naso tuberosus là một loài cá biển thuộc chi Naso trong họ Cá đuôi gai. Loài cá này được mô tả lần đầu tiên vào năm 1801.

## Từ nguyên
Từ định danh của loài cá này, tuberosus, trong tiếng Latinh có nghĩa là "có nhiều bướu", ám chỉ những cục bướu ở trên mõm và lưng của chúng.

## Phạm vi phân bố và môi trường sống
N. tuberosus có phạm vi phân bố rộng rãi ở Tây Ấn Độ Dương, nhưng thưa thớt hơn ở Đông Ấn Độ Dương. Loài cá này được ghi nhận dọc theo vùng bờ biển Đông Phi, bao gồm Madagascar và những nhóm quốc đảo, bãi ngầm lân cận; ở phạm vi phía đông, N. tuberosus được ghi nhận ở ngoài khơi đảo Rottnest và quần đảo Cocos (Keeling) (thuộc Úc).
N. tuberosus sống gần các rạn san hô ở độ sâu khoảng 25 m.

## Mô tả
Chiều dài cơ thể tối đa được ghi nhận ở N. tuberosus là 60 cm. Cơ thể hình bầu dục thuôn dài, có màu xám (sẫm hơn ở phần thân trên và lưng). N. tuberosus không có sừng trước trán nhưng lại có một cục bướu ở trên mõm và một bướu gù ở lưng. Có 2 phiến xương nhọn chĩa ra ở mỗi bên cuống đuôi, tạo thành ngạnh sắc.
Số gai ở vây lưng: 5; Số tia vây ở vây lưng: 26 - 29; Số gai ở vây hậu môn: 2; Số tia vây ở vây hậu môn: 26 - 28; Số gai ở vây bụng: 1; Số tia vây ở vây bụng: 3.

### Phân biệt vớiN. tonganus

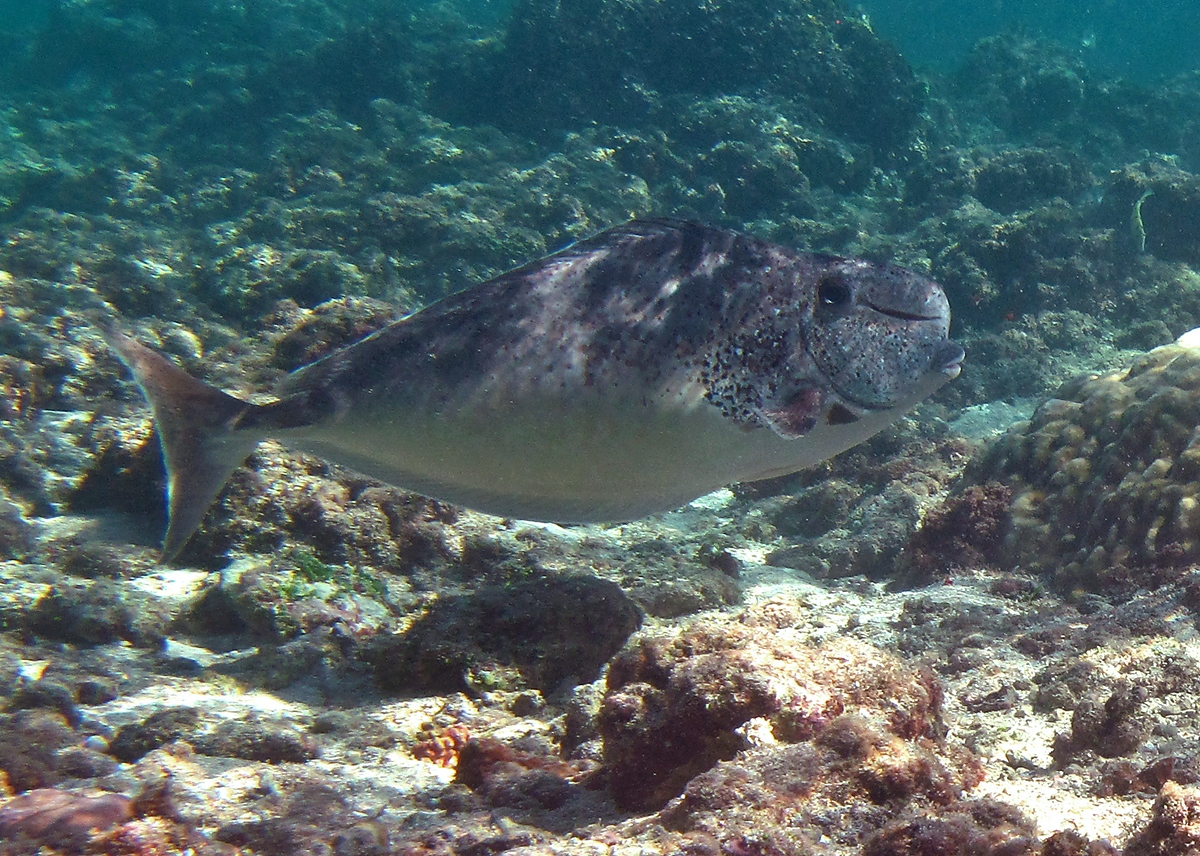
N. tuberosus ở ngoài khơi Réunion

N. tuberosus rất giống với loài họ hàng là Naso tonganus, vì cả hai đều có bướu ở mõm và lưng. Những ghi nhận của N. tuberosus trước đây ở Tây Thái Bình Dương đã được xác định lại là loài N. tonganus vào năm 2002, vì giữa hai loài đều có những khác biệt rõ rệt về hình thái lẫn màu sắc nếu quan sát kỹ.
Về hình thái, bướu trên mõm của N. tonganus có thể lan rộng vượt quá đỉnh môi trên ở cá trưởng thành, trong khi ở N. tuberosus, cục bướu này hầu như không chạm tới đỉnh môi trên.
Về màu sắc, các đốm đen lớn bao phủ chi chít khắp phần thân trên của N. tuberosus trưởng thành; trong khi ở N. tonganus trưởng thành, các đốm đen lại khá nhỏ, chỉ tập trung bên dưới bướu gù ở lưng, và đôi khi tiêu biến ở những cá thể trưởng thành lớn hơn. Đốm đen cũng xuất hiện trên các vây của N. tuberosus, trong khi các vây của N. tonganus đều không có đốm, thậm chí ở cá con.
Vây ngực của N. tonganus có dải viền đen ở rìa, nhưng N. tuberosus thì không có. Dải trắng rộng ở rìa vây lưng và vây hậu môn có ở N. tonganus, nhưng hẹp lại ở N. tuberosus. N. tuberosus có đốm đen lớn trên ngực, còn N. tonganus thì không có.

## Sinh thái
N. tuberosus có thể sống đơn lẻ, nhưng cũng được quan sát là sống thành đàn. Thức ăn của chúng là tảo lục, Caulerpa.

### Trích dẫn
- J. W. Johnson (2002). "Naso mcdadei, a new species of unicornfish (Perciformes: Acanthuridae), with a review of the Naso tuberosus species complex" (PDF). Australian Journal of Zoology. Quyển 50. tr. 293–311. doi:10.1071/ZO01049.